# Mário Coluna
Mário Esteves Coluna (6. srpen 1935, Inhaca – 25. února 2014) byl portugalský fotbalista. Hrával na pozici záložníka.
S portugalskou reprezentací získal bronzovou medaili na mistrovství světa roku 1966. Na tomto turnaji byl zvolen i do all-stars týmu. Celkem za národní tým odehrál 57 utkání a vstřelil 8 branek.
S Benficou Lisabon dvakrát vyhrál Pohár mistrů evropských zemí (1961, 1962), desetkrát se stal mistrem Portugalska (1954/55, 1956/57, 1959/60, 1960/61, 1962/63, 1963/64, 1964/65, 1966/67, 1967/68, 1968/69), šestkrát vyhrál portugalský pohár (1955, 1957, 1959, 1962, 1964, 1969).
Časopis Placar ho vyhlásil 67. nejlepším fotbalistou 20. století.